# Casa della Cultura (associazione)
La Casa della Cultura è un'associazione culturale con sede in Milano, via Borgogna n.3. Fondata nel 1946 da Antonio Banfi e da un gruppo di intellettuali di estrazione antifascista (Elio Vittorini, Alberto Mondadori, Giulio Einaudi, Ernesto Nathan Rogers, Mario Borsa, Raffaele Mattioli e altri) venne inaugurata il 16 marzo 1946 da Ferruccio Parri. Primo presidente fu Cesare Musatti. Rossana Rossanda, che la diresse per oltre dieci anni, vi diede negli anni cinquanta uno straordinario impulso.
La Casa della Cultura si affermò nell'immediato dopoguerra come il punto di riferimento della Milano colta e progressista: Elio Vittorini, che aveva fondato la rivista Il Politecnico era solito dire: "La Casa della Cultura è Il Politecnico parlato, Il Politecnico è la Casa della Cultura scritta". Il centro culturale di via Borgogna si avvaleva della collaborazione di Enzo Paci, Giulio Preti, Remo Cantoni, Dino Formaggio, Luciano Anceschi, tutti allievi di Banfi, e di altri prestigiosi studiosi come Ludovico Geymonat e Cesare Musatti, il padre della psicoanalisi italiana. 
Nella sala di via Borgogna, affettuosamente definita “il più famoso scantinato di Milano”,  a due passi dal Duomo e dalla Scala, si discute di attualità politica e sociale, si ascoltano i protagonisti della vita culturale milanese, italiana e internazionale.
Agli incontri in Casa della Cultura hanno partecipato i più famosi studiosi, scrittori e giornalisti italiani ed europei, da Norberto Bobbio a Massimo Cacciari, da Ugo Stille a Giorgio Bocca e Enzo Biagi, da Alberto Moravia a Sibilla Aleramo e Dacia Maraini, da Jean-Paul Sartre, a György Lukács, da Henri Lefebvre a Bertolt Brecht, Christopher Hill, Jürgen Habermas, Jacques Le Goff, Hans Küng, Zygmunt Bauman, Cvetan Todorov, Alain Touraine, Amira Hass, Serge Latouche, Yves Mény, Richard Sennet, Agnes Heller, e tanti altri.
Negli ultimi quindici anni, con la direzione di Ferruccio Capelli, la Casa della Cultura si è mossa nell'obiettivo di stimolare e indirizzare le energie degli intellettuali milanesi verso il dialogo interculturale e di sollecitare la ricostruzione del pensiero critico e della cultura politica delle forze laiche e progressiste.
Nel 2010 è stata fondata la Scuola di Cultura politica.
Nel 2012 è stata fondata la casa editrice Edizioni Casa della Cultura.
Nel 2015 è stato fondato il bimestrale viaBorgogna3 il magazine della casa della Cultura condiretto da Annamaria Abbate e Ferruccio Capelli.